# 达尔汉
达尔汉（穆麟德轉寫：darhan；1590年—1644年），郭络罗氏，清初将领。初隶镶黄旗满洲，后改隶正蓝旗满洲。扬书之子，母沾河姑，舅舅是太祖努尔哈赤。
太祖时，随其父扬书率部归附后金，任牛录额真（佐领）。娶努尔哈赤次女嫩哲格格，为额驸。天命四年（1619年），从努尔哈赤灭叶赫部，因诛叶赫贝勒锦台什有功，擢升为一等副将世职（一等男）。天命十一年（1626年）清太宗皇太极即位，列为八大臣之一，任镶黄旗固山额真（都统）。随大贝勒代善征扎鲁特部，单骑逐敌，俘扎鲁特台吉，复征栋揆部，再立战功，晋三等总兵官（三等子）。
天聪元年（天启七年，1627年），从贝勒阿敏征朝鲜，克义州、定州、安州。天聪三年（崇祯二年，1629年），从太宗皇太极征明朝，克遵化。天聪五年（1631年），从郑亲王济尔哈朗围攻大凌河、遵化、锦州。天聪六年（1632年）从皇太极亲征察哈尔部，略明地至宣府（今河北省宣化市），有功。天聪八年（1634年）伐察哈尔部。
崇德元年（1636年）伐明，晋一等总兵官。崇德二年（1637年），再征朝鲜，因为饮酒、徇私获罪。崇德六年（1641年）围攻锦州时，因为没有按时参加御前会议罢任，夺世职。清世祖顺治元年（1644年）达尔汉病死。